# Королевский замок в Познани
Королевский замок в Познани (пол. Zamek Królewski w Poznaniu) — старейшая королевская резиденция в Польше, основанная польским королём Пшемыслом II. Строительство крепости длилось с конца XIII до середины XV века. Замок был частично разрушен во время Северной войны и перестроен в конце XVIII века. Здания окончательно разрушены во время Второй мировой войны. В начале XXI века замок был построен заново в предполагаемых (хотя и далёких от действительности) формах XVI века.

## История строительства и реконструкций
Первая крепость на месте современного замка была построена во время правления короля Пшемысла I, после чего этот холм стал называться Замковой горой (лат. Mons castrensis), ныне Пшемыслова гора (пол. Góra Przemysła). Крепость была построена из кирпича и окружена частоколом. Небольшая часть первого замка вошла в систему крепостных стен, построенных в 1253 году в Познани на левом берегу реки Варты. По другой версии королевскую резиденцию на холме основал сын Пшемысла I Пшемысл II, который стремился объединить под своей властью все земли Польши. В 1295 году он стал польским королём, но в следующем году был убит. Строительство замка было приостановлено. Крепость постепенно достраивали представители Глоговско-Жаганьской линии династии Пястов. Строительство было завершено в 1337 году Казимиром III Великим, когда он был князем Великой Польши, и замок служил ему резиденцией. Готическая крепость представляла собой башню и жилое здание, по периметру окружённые стенами. В более поздний период для укрепления обороны была возведена южная башня. При короле Владиславе I замок стал резиденцией генеральных старост Великой Польши. В 1434 году король Владислав II приказал восстановить разрушенную в то время  башню. В начале XVI века готический замок уже не был королевской резиденцией. В 1513 году король Сигизмунд, посетив Познань, остановился в резиденции епископа на Соборном острове.
В начале XVI века великопольский генеральный староста Лукаш Гурка начал полную реконструкцию замка. Из хроники известно, что все здания были построены им практически с нуля. Не достроенный замок сгорел во время пожара в 1536 году. Восстановил крепость в стиле ренессанса новый генеральный староста Анджей Гурка. С того времени главное здание замка имеет три этажа и покрыто четырьмя поперечными крышами. Тогда же была построена арочная лоджия двора и снижена башня. От прежнего готического строения сохранились только подвалы и кухня в башне. Ренессансный замок был частично разрушен во время Северной войны шведской армией, а затем в 1704 году армиями России и Саксонии. В 1716 году здесь прошла Тарногродская конфедерация. Крепость была частично перестроена в 1721 году, но пришла в запустение. Великопольский генеральный староста Казимир Рачинский завершил восстановление замкового дома в 1783 году. После второго раздела Речи Посполитой Познань была оккупирована Прусским королевством. Вслед за этим в 1795 — 1796 годах была снесена, разрушенная в 1704 году и не восстановленная, южная часть замка и ряд сооружений. Позднее в старом замке располагался апелляционный суд, затем государственные архивы, которые занимали крепость до 1939 года. Во время Второй мировой войны и битвы за форт Виняры в феврале 1945 года на Пшемысловой горе находился артиллерийский расчёт, и замок был разрушен.
02.02.1945 г. гвардии младший лейтенант, командир стрелкового взвода Юркевич Василий Иосифович со своим взводом совершил подвиг при взятии крепости - замка Пилсудского (маршал Польши), др. название – «Королевский замок». 8 февраля 1945 г. Юркевич В.И. был представлен командиром 236-го Гвардейского стрелкового полка 74-й Гвардейской стрелковой дивизии 8-й Гвардейской армии к званию Героя Советского Союза: «В период ожесточенных боев с 24.01.1945 по 02.02.1945 на подступах к г. Познань и в самом городе разрозненные группы немцев сбегались в крепость Пилсудского. В крепости они установили более 50 пулеметных точек, артиллерийских установок и кроме того из каждой щели строчили немецкие автоматчики, простреливавшие кинжальным огнем всю площадь, которая окружала крепость. Обладать крепостью стоило больших трудов, а выбить из крепости немцев было крайне необходимо, так как от ликвидации этого крупного оборонительного очага противника зависел дальнейший успех боя. После многих неудачных попыток наших штурмовых группы ворваться в крепость гвардии младший лейтенант Юркевич взял на себя выполнение этой боевой задачи. 02.02.1945 в 10:00 быстрым броском он выбежал на середину площади и, остановившись, крикнул "За мной!". Несколько бойцов бросились за ним и через минуту они были уже в крепости, расстреливая из своих автоматов вставших на их пути немцев. Противник был ошеломлен дерзостью гвардейцев-героев, осмелившихся средь белого дня пойти на штурм крепости, и в его рядах возникла паника. Этим воспользовался товарищ Юркевич и, уничтожив свыше 50 немецких солдат и офицеров, вынудил сопротивлявшихся поднять руки. Подоспевшие на помощь группа бойцов закончили взятие крепости. Товарищ Юркевич захватил в плен до 2500 немецких солдат и офицеров. Из них около 2000 были ранеными и находились в крепости на излечении, но каждый из них, кто мог, отстреливался и не хотел сдаваться. Колонны пленных немцев по 200 человек направлялись в Советский тыл. Своим героизмом товарищ Юркевич обеспечил взятие крепости и дальнейший успех боя по очищению города Познани от немецких захватчиков. Достоин высокой правительственной награды - звания Героя Советского Союза». Ходатайство командира полка было поддержано командиром 74-й Гвардейской стрелковой дивизии и командиром гвардейского корпуса 8-й Гвардейской армии. За этот подвиг В.И. Юркевич награжден Орденом «Красное знамя» (17 марта 1945). При взятии города Познани В.И. Юркевич получил тяжелое ранение и закончил свой боевой путь в одном из госпиталей города Воронежа 22 июня 1945 года. 
В 1949 году архитектор Збигнев Зелинский подготовил проект восстановления замка в том виде, в каком он существовал в XVI веке. Однако генеральный реставратор Ян Захватович восстановил здание, построенное Казимиром Рачинским. В 1959 — 1964 годах была восстановлена башня на фундаменте бывшей кухни. В первом здании теперь находится Музей прикладного искусства. Помещения башни занимают музейные мастерские. Сохранились стены с основаниями XIII — XIV веков толщиной в 2 метра и высотой 7 — 10 метров. Восточная часть стены включена в здание Казимира Рачинского. На этом здании находятся три мемориальные доски, старейшая из которых относится к 1783 года, две другие к 1993 и 1995 годам в честь 500-летия принесения здесь польскому королю оммажа великим магистром Тевтонского ордена Гансом фон Тиффеном и 700-летия коронации Пшемысла II.
22 апреля 2002 года был создан комитет по реконструкции Королевского замка в Познани. В 2010 — 2013 годах по проекту архитектора Витольда Милевского была восстановлена южная часть крепости, в том виде, в каком здания были в середине XVI века, как и предлагал в своё время Збигнев Зелинский. Для участия в проекте был приглашён архитектор Зигмунт Скупневич, но он отказался из-за поездки за границу. Эта реконструкция замка была подвергнута критике за допущенные отступления от исторической действительности.

## Легенды замка
По преданию на Пшемысловой горе до основания замка находилось языческое капище. После крещения Мешко I и отказа поляков от язычества, сатана в гневе вырвал часть холма, чтобы бросить его в реку и затопить город. Но дьявол был остановлен пением петухов, а часть холма превратилась в огромный валун, который с тех пор лежит на левом берегу Варты.
Другая история связана с убийством княгини Людгарды, жены Пшемысла II, которая была задушена в замке 14 декабря 1283 года. По преданию, она была убита по приказу мужа, который не дождался от неё наследников. В покаяние за совершенное злодеяние, в том же году князь основал в Познани монастырь доминиканцев. С тех пор призрак бедной княгини бродит вокруг замка, у стен которого также появляется Чёрный рыцарь. Этот загадочный рыцарь плакал на похоронах княгини в кафедральном соборе в Гнезно 15 декабря 1283 года.